# レッドクロウエンペラースコーピオン
レッドクロウエンペラースコーピオン（Pandinus Cavimanus）は、コガネサソリ科の11cmのやや中型のサソリ。ダイオウサソリと同じくアフリカに生息し、同じく保護対象になっている。毒性は弱く、飼育しやすいとされる。